# Cutina albopunctella
Cutina albopunctella là một loài bướm đêm trong họ Erebidae.